# 博格拉县
博格拉（Bogra District）为孟加拉国拉杰沙希专区辖县，地处孟加拉国中北部。县境北与焦伊布尔哈德、戈伊班达县接壤，南与查兰湿地、诺多尔和锡拉杰甘杰县相连，东与杰马勒布尔县毗邻，西与瑙冈和诺多尔县交界。全县年平均降雨量1,610毫米，平均气温11.9°C（最低）至34.6°C（最高）。县域总面积2,919.9公里²，总人口2,988,567人（1991），全县共分置12乡（乌帕齐拉）。